# 레드벨벳 (음악 그룹)
레드벨벳(영어: Red Velvet)은 SM 엔터테인먼트 소속의 대한민국 5인조 걸 그룹이다. 팀명은 강렬하고 매혹적인 컬러 Red와 부드러운 느낌의 Velvet에서 연상되는 감각적인 이미지처럼, 색깔 있고 세련된 음악과 퍼포먼스로 선보이겠다는 포부를 담고 있다.
2014년 8월 1일 데뷔 이래 레드벨벳은 2개의 스튜디오 앨범과 1개의 재발매 앨범, 그리고 7개의 ED를 발매했으며 이 중 8개는 대한민국의 가온 앨범 차트에서 상위권에 진입하였다. Ice Cream Cake, Dumb Dumb, 러시안 룰렛 (Russian Roulette), Rookie, 피카부 (Peek-A-Boo), 그리고 Bad Boy, Psycho 모두 가온 디지털 차트에서 5위권 안에 들었으며, 또 다른 싱글인 빨간 맛 (Red Flavor)과 Power Up은 처음 발표되자마자 1위에 올랐다. 레드벨벳은 타임과 빌보드에서 세계적으로 가장 인기있는 K-pop 아이돌 중 한 명으로 뽑혔으며, 2015년 골든디스크 신인상과 2017년 Mnet 아시안 뮤직 어워드 여자 그룹상을 비롯해 여러 상을 수상했다. The ReVe Festival 3부작의 발표 이후 레드벨벳은 대한민국 여자 아이돌 중에서는 최초로 미국 아이튠즈 앨범 차트에서 1위를 달성했고, 같은 달에 3번이나 1위를 연이어 달성한 최초의 걸그룹이 되었다. 2019년 아시아 아티스트 어워즈에서 음파음파 (Umpah Umpah)가 올해의 노래로 선정되었고, 레드벨벳은 아시아 셀러브리티 가수에 선정되었다. 또한 2019년 소리바다 베스트 케이뮤직 어워즈에서 올해의 무대상을 수상하기도 했다.

## 활동

### 데뷔 이전
아이린은 2009년 SM 엔터테인먼트에 들어와, 2013년 헨리의 첫 번째 디지털 싱글 1-4-3(I Love You)의 뮤직비디오에 출연했다. 슬기는 2007년 'SM 토요 공개 오디션'을 통해 선발되어, 2014년 헨리의 두 번째 EP 앨범 Fantastic의 뮤직비디오 출연 및 수록곡 피처링에도 참여했다. 웬디는 2012년 'SM 글로벌 오디션 IN 캐나다'를 통해 선발되어 2014년 드라마 미미 OST 수록곡 '슬픔 속에 그댈 지워야만 해'를 불러 연습생임에도 불구하고 뛰어난 가창력과 표현력을 인정받은 바 있다. 조이는 2012 'SM 글로벌 오디션 IN 서울'을 통해 선발됐다.
2014년 7월 22일 SM 엔터테인먼트는 언론을 통해 8월 즈음 새로운 걸 그룹을 데뷔시키겠다고 밝혔다. 이는 SM 엔터테인먼트에서 2009년 9월 데뷔한 f(x)와 이전의 소녀시대 이후 5년 만에 선보이는 걸그룹이자, 4인조로 구성된 걸그룹이다. 멤버로는 SM 루키즈 시스템을 통해 먼저 얼굴을 알린 아이린과 슬기, 웬디가 먼저 공개되었으며, 마지막 히든 멤버로는 조이가 최종 공개되면서 7월 27일 레드벨벳라는 팀 이름과, 그들의 데뷔 앨범이자 디지털 싱글의 행복 (Happiness)의 티저 영상과 함께 등장하였다.
7월 29일에는 레드벨벳의 공식 홈페이지와 페이스북에 멤버들의 개인 컷이 게재되었다.
SM 엔터테인먼트는 팀명 '레드벨벳'을 두고 "강렬하고 매혹적인 컬러 레드와 여성스럽고 부드러운 느낌의 벨벳에서 연상되는 감각적인 이미지처럼, 색깔 있고 세련된 음악과 퍼포먼스로 전세계를 매료시키겠다"는 의미라고 설명하였다. 하지만 2013년 이미 동명의 이름으로 활동을 해온 인디밴드가 자신들의 이름과 같은 점을 문제 삼으며, 이름을 계속 쓰고 싶다는 입장을 포털사이트의 댓글로 남겼다.
이후 SM 엔터테인먼트와 해당 인디밴드는 서로 같은 이름을 쓰기로 원만하게 합의하였다.

### 2014년

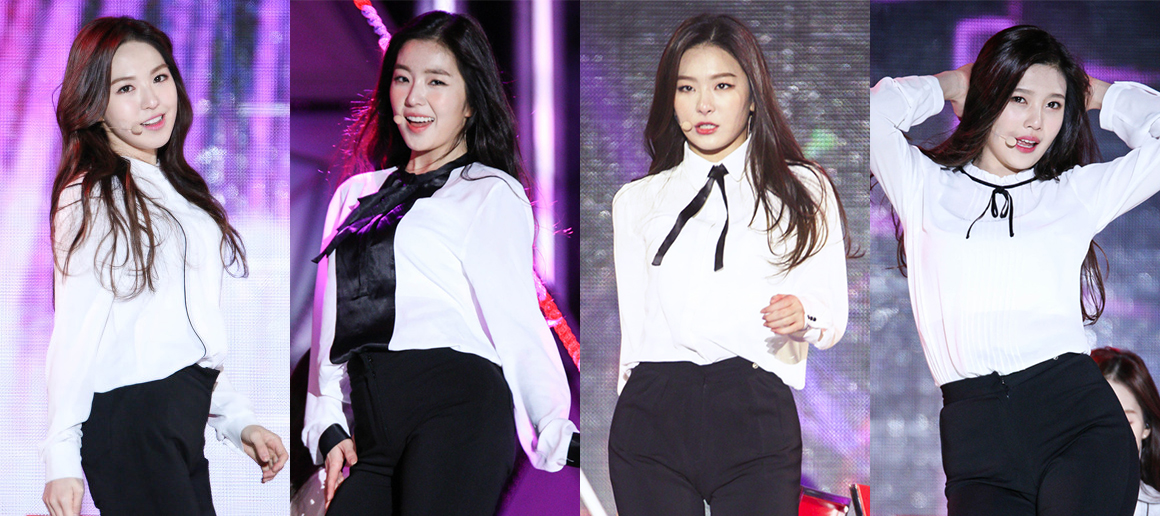
2014년 12월의 레드벨벳.

SM 엔터테인먼트는 2014년 7월 28일 레드벨벳의 데뷔 티저 영상을 공개하였다. 이후 2014년 8월 1일에 데뷔곡 행복 (Happiness)의 뮤직비디오를 공개하였으며 이후 8월 4일에 음원을 발매하자마자 여러 음악 차트 상위권에 올랐다. 데뷔곡은 유영진 작사, 채드 휴고와 윌 심스 공동 작곡으로 만들어졌다. 레드벨벳은 2014년 8월 1일 KBS 2TV 뮤직뱅크에서 첫 데뷔 무대를 시작으로 3일간 MBC 쇼! 음악중심, SBS 인기가요에서 차례로 데뷔 무대를 선보였다. 그리고 8월 17일 SBS 인기가요에서는 데뷔 2주만에 1위 후보에 오르며 특급 신인으로 떠올랐으나, 씨스타에 밀려 1위에는 실패했다. 같은 해 10월에는 디지털 싱글 Be Natural을 발매하였는데, 이는 같은 소속사 선배 그룹이었던 S.E.S.의 동명의 곡을 리메이크한 곡이자 SM 루키즈 시절 아이린과 슬기의 댄스 영상으로 미리 공개되기도 했던 곡이다. 2015년 1월 15일에는 골든디스크 시상식에서 음반 부문 신인상을 수상하였으며, 2일 후 대한민국 연예예술상에서 신인상, 1월 22일에는 서울가요대상에서 신인상을 수상하며 신인상 3관왕에 올랐다.

### 2015년

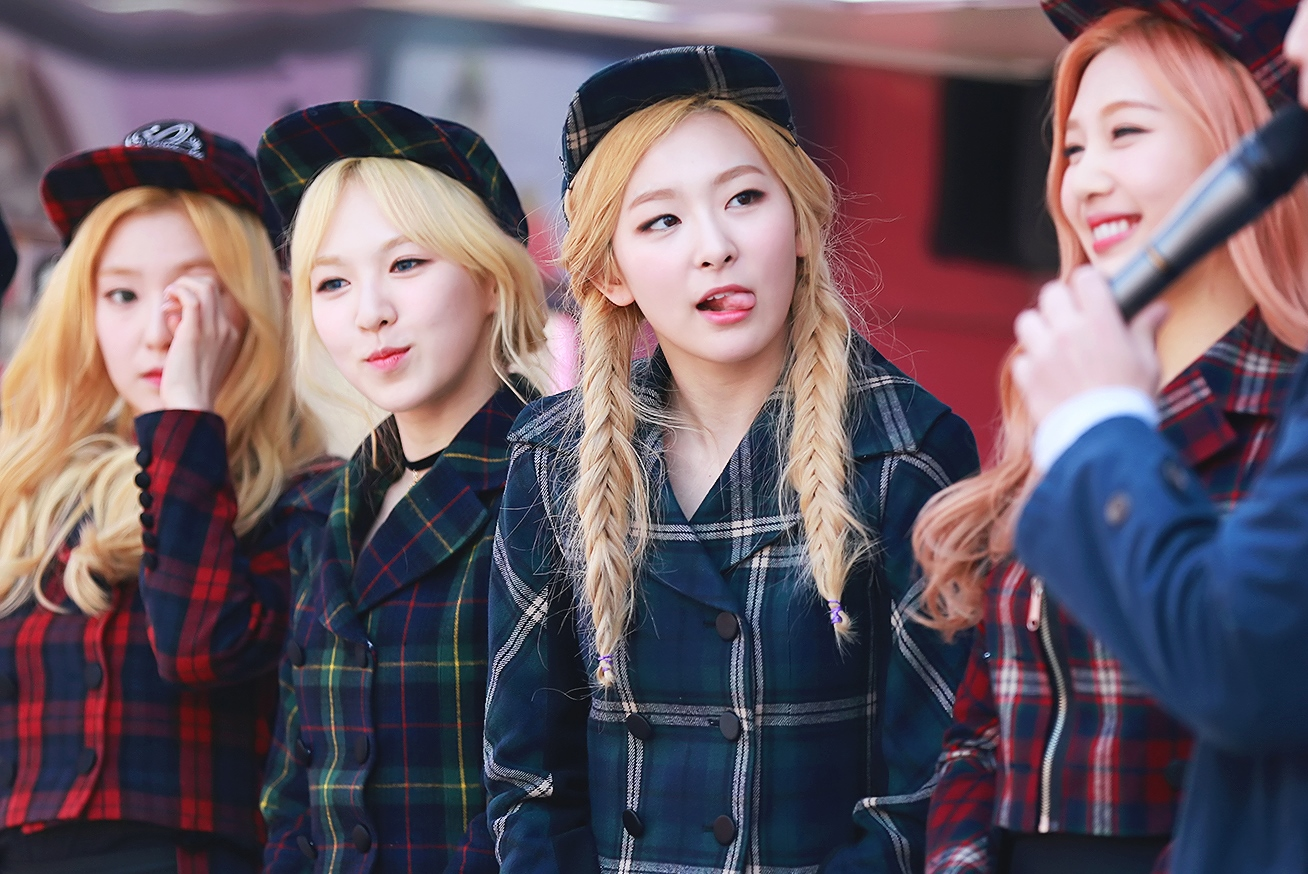
2015년 3월 29일 신촌에서 열린 팬 이벤트에서의 레드벨벳
(왼쪽부터) 아이린, 웬디, 슬기, 조이

2015년 3월, Ice Cream Cake의 출시를 앞두고 예리를 영입해 5인조로 재편하였고, Ice Cream Cake가 차트 1위에 오르며 데뷔 첫 정상을 차지하였다. 이후에 리더 아이린은 KBS 2TV 뮤직뱅크에서 배우 박보검과 함께 MC로 호흡을 맞추었으며, 아이린에 이어 예리도 MBC TV 쇼! 음악중심에서 샤이니 민호, 빅스 엔과 함께 진행을 맡았다. 멤버 조이는 MBC TV 예능 우리 결혼했어요에서 아이돌 그룹 비투비의 멤버 육성재와 함께 가상 결혼생활을 했었다.
2015년 9월 9일, 정규 1집 The Red를 발매하였다.The Red 앨범의 타이틀곡 'Dumb Dumb'은 데뷔 이래 처음으로 멜론, 엠넷, 지니 등 국내 7대 음원사이트를 모두 석권하여 화제를 모으기도 하였다. 11월 7일, 서울 올림픽 공원 제1체육관에서 열린 2015 멜론 뮤직 어워즈에서 방탄소년단과 함께 댄스그룹상을 받았다.
2015년 12월 18일 SM엔터테인먼트의 윈터 싱글 프로젝트 '윈터 가든'의 두 번째 프로젝트 세가지 소원 (Wish Tree)의 음원을 공개하였다. 12월 25일 KBS2 뮤직뱅크에서 무대를 선보였다.

### 2016년

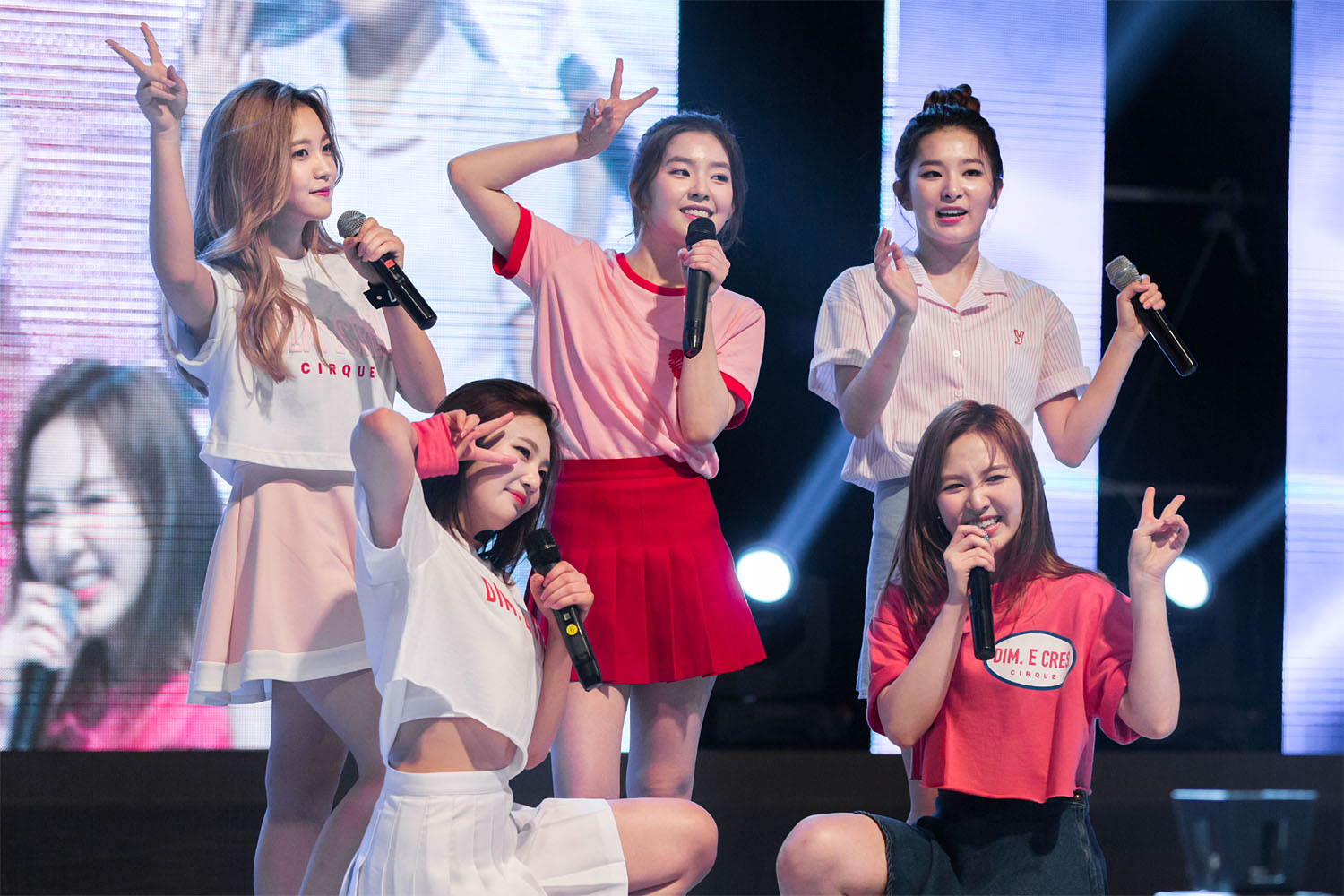
2016년 5월 19일 한밭대학교 축제에서 레드벨벳.

2016년 3월 17일로 넘어가는 자정에 두 번째 EP 앨범 The Velvet을 발매, 같은 날 Mnet 엠카운트다운에서 첫 컴백 무대를 선보였다. 타이틀 곡은 '견우와 직녀'의 설화를 모티브로 한 R&B 발라드 곡 '7월 7일 (One Of These Nights)'이다. 7월 7일은 음악방송에서 5번을 1위를 하였다. 4월 3일 SBS 인기가요를 끝으로 '7월 7일'의 음악 방송 활동을 마무리했다. 2016년 9월 7일, 세 번째 EP 앨범 Russian Roulette을 공개했다. 9월 8일 Mnet 엠카운트다운에서의 컴백무대를 가졌다. 타이틀곡은 '러시안 룰렛 (Russian Roulette)'이다. 10월 2일 SBS 인기가요에서 '러시안 룰렛'의 모든 활동을 마무리하였다.

### 2017년

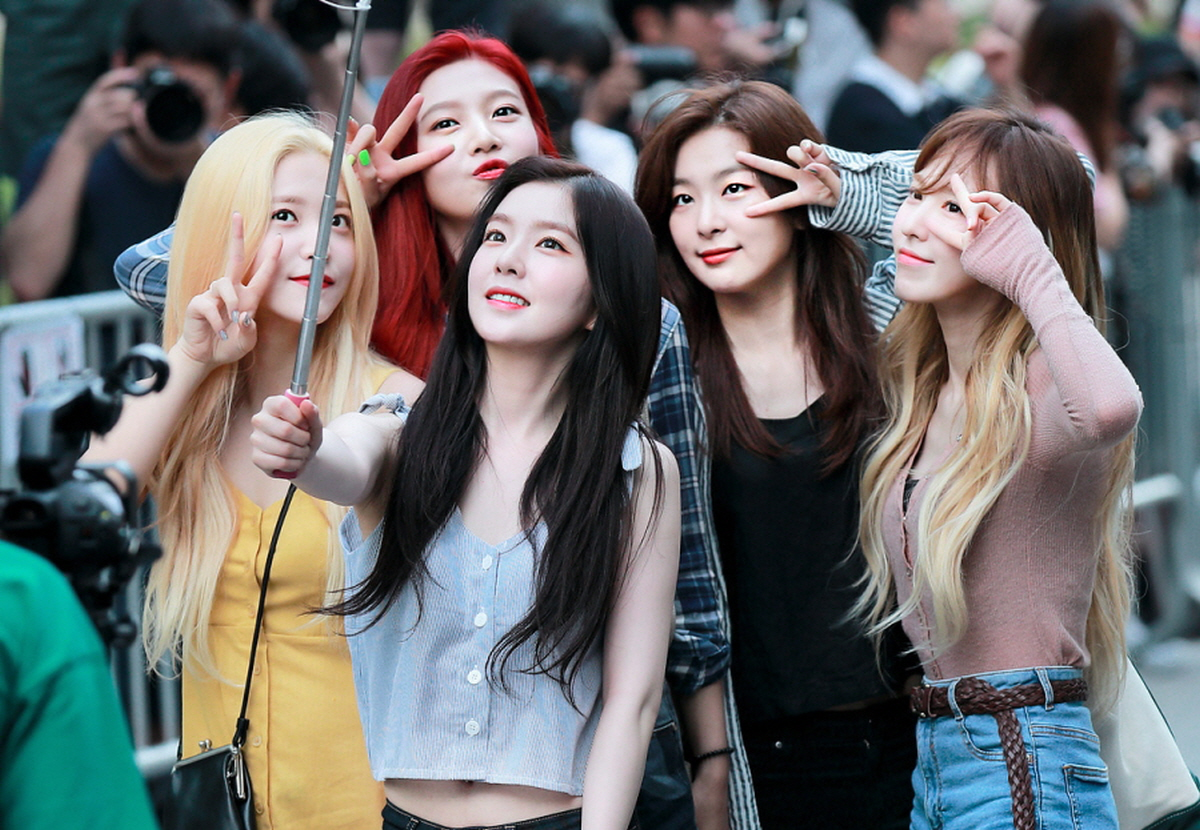
2017년 뮤직뱅크 출근길

2017년 2월 1일 네 번째 EP 앨범 Rookie를 발매하였고, 2월 3일 뮤직뱅크를 통해서 Rookie의 무대가 최초 공개되었다. 그리고 2월 7일 처음으로 Rookie로 음악방송 더 쇼에서 1위를 했으며 그 뒤로 2월 8일 쇼 챔피언에서 1위를 차지하고, 2월 9일 엠카운트다운과 2월 10일 뮤직뱅크에서 1위를 차지했으며 일주일만에 4관왕을 기록했다. 2월 12일 인기가요, 2월 15일 쇼챔피언, 2월 16일 엠카운트다운, 2월 17일 뮤직뱅크, 2월 19일 인기가요에서 1위를 하며 총 9관왕을 차지했다. 2월 26일 인기가요에서 Rookie 활동을 최종적으로 마무리 하였다.
7월 9일, 여름 미니 앨범 The Red Summer가 공개되었다. 타이틀곡은 '빨간 맛 (Red Flavor)'이다. 국내 대부분의 음원 사이트에서 상위권을 오랜 기간 유지하며 '썸머 퀸'이라는 수식어를 붙여 주었고 2017년의 최대 히트곡 중 하나가 되었다. 앨범 발매와 동시 인기가요에서 컴백무대를 선보였다. 8월 18일부터 8월 20일까지 3일간 서울 올림픽공원 올림픽홀에서 첫 번째 단독콘서트 Red Room이 개최되었다.
11월 17일 정규 2집 앨범 Perfect Velvet으로 컴백을 하였다. 타이틀 곡은 '피카부 (Peek-A-Boo)'이다. 11월 17일 KBS 뮤직뱅크에서 컴백무대를 가졌으며 12월 10일 SBS 인기가요에서 '피카부 (Peek-A-Boo)'의 활동을 최종적으로 마무리하였다.

### 2018년

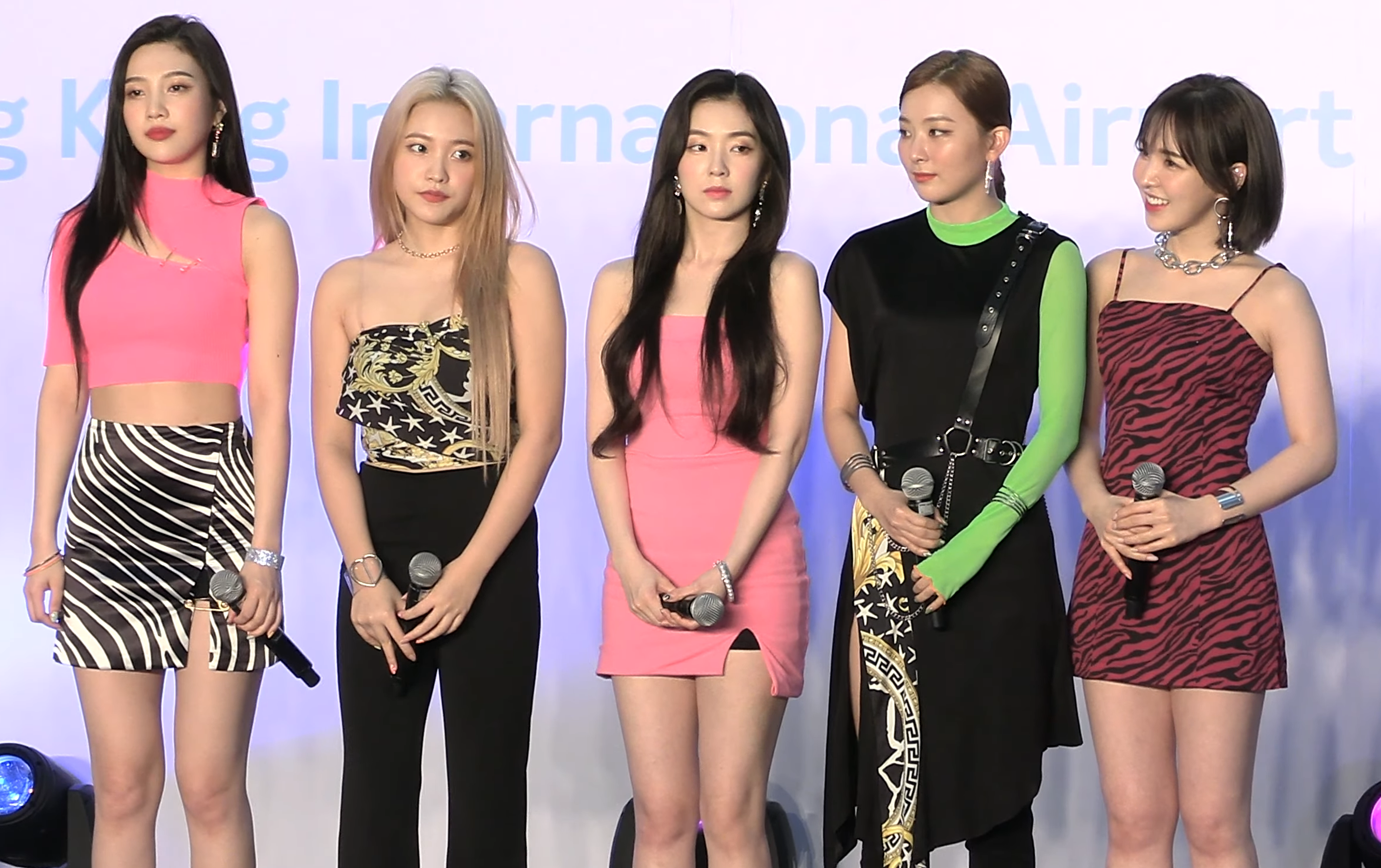
2018년 5월 12일 드림콘서트에서 레드벨벳

2018년 1월 29일, 레드벨벳은 첫번째 리패키지 앨범인 The Perfect Red Velvet을 발매했다. 이 앨범에는 Perfect Velvet에 수록된 곡이 모두 수록되어 있으며, "Bad Boy"라는 싱글 앨범이 타이틀곡으로 지정되었다.
가온 앨범 차트에서 발매 이후 1위를 한 것에 이어, 타이틀곡 "Bad Boy"도 데뷔 이후 가온 다운로드 차트와 가온 디지털 차트에서 각각 2위와 1위에 올랐다. The Perfect Red Velvet 또한 빌보드의 세계 앨범 차트에서 3위를 기록했으며, "Bad Boy"는 세계 디지털 곡 차트에서 2위에 올랐다. 레드벨벳은 소셜 50에서 순위권에 처음으로 진입했으며, 9위를 했다. 이 앨범은 캐나다 Hot 100에서 87위를 기록해 처음으로 이 음반에 등장했는데, Kpop 가수 중에는 7번째이며, 여자 가수 중에는 3번째로 순위에 올라갔다. 레드벨벳은 대한민국의 여러 음악 방송에서 이 곡을 공연했으며, 쇼 챔피언에서 2월 8일 "Bad Boy"는 1위 곡으로 선정되었다.
2018년 3월 20일, 평양 공연 '봄이 온다'의 방북 공연단 가수 목록에 백지영, 조용필, 정인, 알리를 비롯해 레드벨벳이 포함되었지만 레드벨벳 멤버 조이는 드라마 '위대한 유혹자' 촬영으로 인하여 불참했다.
레드벨벳 단독 콘서트 "Red Room"가 2018년 3월 28일부터 3월 29일까지 일본 도쿄 무사시노 포레스트 스포츠 플라자에서 열렸다. 다음 날, 레드벨벳은 7월에 신곡을 공개함과 동시에 일본에서 공식적으로 데뷔한다고 선언했다. 2018년 4월 1일, 레드벨벳은 다른 대한민국 가수들과 함께 북한 평양에서 봄이 온다에 참여했다. 이는 2003년 북한에서 신화가 공연을 한 이후 15년 만에 SM엔터테인먼트 소속 아티스트가 북한에서 공연을 하게 된 것이었다.
2018년 4월 29일, 레드벨벳은 4,000명의 팬들과 함께 처음으로 미국 시카고에서 팬미팅을 가졌다. 팬미팅은 로제몬트 극장에서 열렸고, 이는 2016년 이후 미국에서 K-pop 여성 그룹이 첫 솔로 공연을 한 것이었다. 이후 5월부터 6월까지 레드벨벳은 일본 6개 도시의 투어콘서트를 진행했다. 그들의 일본 데뷔 앨범 #Cookie Jar는 2018년 7월 4일 공개되었고, #Cookie Jar를 비롯해 "Aitai-tai","'Cause It's You"를 비롯한 일본어 신곡과 빨간 맛, Dumb Dumb, Russian Roulette의 일본어 버전이 수록되었다. EP는 데뷔하자마자 오리콘에서 3위를 차지했고, 일본에서 발매된 1주 동안 26,124장이 팔렸다.
2018년 7월 19일, 레드벨벳은 컴백을 예고했으며, 경기도에서 그들의 뮤직비디오를 촬영했다. 새 앨범의 수록곡은 8월 4일부터 8월 5일까지 서울의 REDMARE 콘서트에서 등장했다. 8월 6일 레드벨벳은 두 번째 여름 특별 EP Summer Magic를 발매했고, 이 곡에는 Power Up을 비롯한 8개의 수록곡이 있으며, 1개의 보너스 트랙과 1개의 아이튠즈 한정 특별곡이 있다. 9월부터 10월까지 "Redmare" 콘서트는 방콕, 타이베이, 싱가포르에서 열렸다.
SM엔터테인먼트는 10월에 다음 달 새로운 앨범이 나올 것이라고 열렸다. 11월 9일, SM은 레드벨벳이 2018년 세번째로 공개되는 앨범이자 그들의 5번째 EP인 RBB를 발표한다고 했다. 11월 30일 발매된 RBB는 타이틀곡 RBB를 비롯해 Butterflies, Sassy Me 등 6개의 곡이 포함되어 있다.

### 2019년

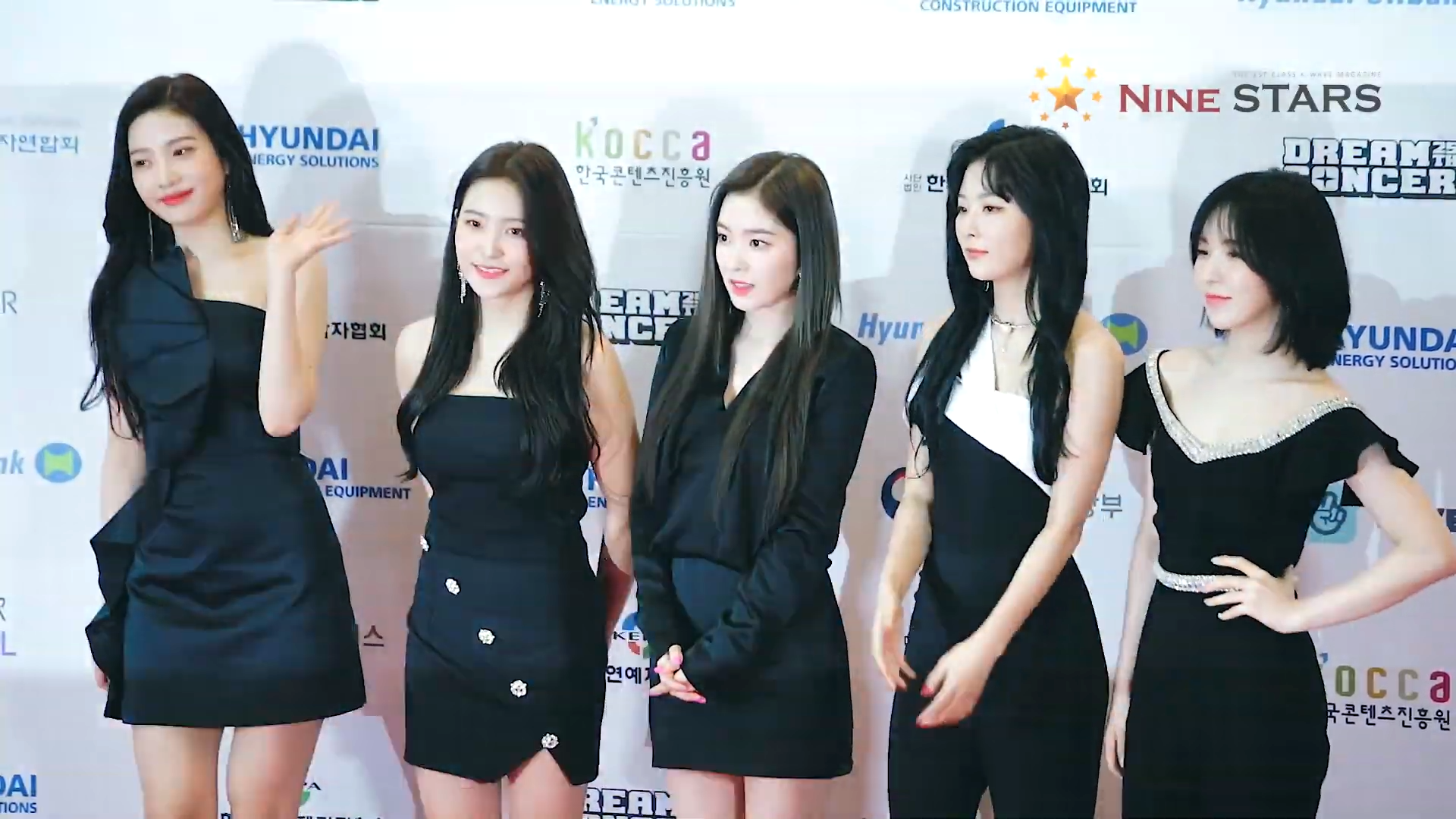
2019년 5월 18일 드림 콘서트에서 레드벨벳

2019년 1월 6일, 레드벨벳은 첫 일본어판 디지털 싱글 "Sappy"를 발표했다. 2월 20일, 레드벨벳은 "Sayonara"라는 또 다른 일본어판 싱글을 발표했다. 두 싱글 모두 레드벨벳의 두 번째 일본어 EP, Sappy에 수록되어 있으며 5월 29일 공식적으로 발매되었다. EP에는 피카부, "Rookie", "Power Up"의 일본어판과 신곡 "Swimming Pool"이 같이 수록되었다.
2월, 레드벨벳은 북아메리카에서 레드메어 콘서트 투어를 시작했다. 레드벨벳은 미국의 로스앤젤레스, 댈러스, 마이애미, 시카고, 뉴어크, 그리고 캐나다의 토론토와 밴쿠버를 갔다. 레드벨벳은 이로써 3년 만에 또다른 북아메리카 투어를 마친 최초의 K-pop 걸그룹이 되었다.
4월 5일, 레드벨벳은 엘리 굴딩과 Close to Me의 리믹스 버전에 참여했다. 여기서 한국어 가사는 웬디와 예리가 직접 쓴 것으로도 유명하다. 이 노래는 2019년 틴 초이스 어워즈의 일렉트로닉/댄스 부문에서 수상하였다.
6월 19일, 레드벨벳은 그들의 EP The ReVe Festival: Day 1을 발표했고, 타이틀곡은 "짐살라빔 (Zimzalabim)"이다. 이 EP는 "The ReVe Festival" 시리즈의 첫 막이고, 뒤이어 EP The ReVe Festival: Day 2과 타이틀곡 "음파음파 (Umpah Umpah)"가 8월 20일 발매되었다. 삼부작의 마지막은 리패키지 앨범 The ReVe Festival: Finale로 2019년 12월 23일 발매되었다.

### 2020년
2020년 초, La Rouge는 2019년 12월 무대 사고로 인해 불참한 웬디를 제외하고 일본에서 진행되었다. 요코하마에서의 마지막 La Rouge 콘서트 2개는 코로나 유행으로 인해 연기되었다.
2020년, 레드벨벳은 트롤: 월드 투어에서 K-pop 트롤의 목소리 더빙에 참여했으며, 그들의 곡인 러시안 룰렛 (Russian Roulette)이 영화에 등장하였다. 4월 21일, SM 엔터테인먼트는 아이린과 슬기가 레드벨벳의 첫 서브 유닛을 준비하고 있다고 확인했다. 2020년 6월 데뷔 예정이었던 서브유닛은 곡의 완성도를 위해 7월로 연기되었으며, 레드벨벳-아이린&슬기는 2020년 7월 6일 Monster로 데뷔했다.

### 2021년
2021년 8월 16일, 6번째 EP 앨범 《Queendom》으로 1년 8개월만에 완전체로 컴백했다. 타이틀곡은 "Queendom"이다.

### 2022년
2022년 3월 21일, EP 앨범 《The ReVe Festival 2022 - Feel My Rhythm》으로 8개월만에 완전체로 컴백했다.
2022년 4월 6일, 일본 정규 앨범 《Bloom》를 발매했다.
2022년 11월 28일, EP 앨범 《The ReVe Festival 2022 - Birthday》로 8개월만에 컴백했다.

### 2023년
2023년 11월 13일, 정규 3집 《Chill Kill》으로 1년만에 컴백했다.

### 2024년
2024년 6월 24일, EP 앨범 《Cosmic》으로 8개월만에 컴백했다.
2024년 8월 1일, 데뷔 10주년 기념 팬송 《Sweet Dreams》 음원이 공개된다.
2024년 8월 3일, 4일 데뷔 10주년 기념 팬콘서트 개최하였다.

### 2025년
2025년 4월 4일, 멤버 웬디, 예리은 소속사와의 관계를 마무리 하였으며 팀 활동은 이어 나간다.

## 음악적 특징
레드벨벳은 다른 대한민국 걸 그룹에서는 보여주지 않았던 "레드"와 "벨벳"이라는 컨셉으로 유명하다. 각각의 컨셉은 레드벨벳이 내놓는 음악과 그룹 자체의 이미지에 영향을 준다. 레드는 밝고 활기찬 모습이 강한 편이고, 벨벳은 그룹의 부드럽고 조금 더 성숙한, 그리고 우아한 이미지를 담아내고 있다.

### 스타일
대체로 레드는 팝 음악 장르가 강하고, 벨벳은 알앤비와 발라드가 강하지만, 레드벨벳은 다양한 장르를 혼합한 음악을 내놓는 경우가 많다.

### 이미지
레드벨벳의 두 컨셉이 특정 장르에만 한정되어 있지는 않다. 국민일보는 레드벨벳의 음악이 단순히 댄스와 발라드로 구별될 정도로 단순하기보다는 다른 요소들과 자주 섞이는 편이라고 언급했다. 레드벨벳의 데뷔앨범의 타이틀곡인 행복 (Happiness)은 "레드"의 컨셉으로 처음 발매된 곡으로 고려되며, 이 곡은 아프리카 리듬, 그리고 강렬한 신시사이저 음이 합쳐진 유로팝 분위기의 곡이다. 그들의 2번째 싱글인 "Be Natural"은 데뷔곡과는 완전히 다른 이미지를 보여주었으며, 벨벳 컨셉을 포함한 일반적인 알앤비로 묘사된다.

## 영향
2018년 2월, 타임은 레드벨벳을 최고의 K-pop 그룹 중 하나로 지명하면서, 그들의 다양한 음악 스타일에 주목했다. 레드벨벳은 또한 그들의 브랜드 인지도와 마케팅 파워로도 잘 알려져 있으며, 한국기업평판연구소가 출판한 걸그룹 브랜드 파워 순위에서 1위를 차지한 경우가 많았다. 2018년의 경우에는 3개월 연속 브랜드 평판 1위를 차지했다.
레드벨벳은 2018년 4월 1일 평양에서 공연을 했는데, 북한에서 공연을 한 7번째 아이돌 그룹이 되었다. 레드벨벳은 동평양대극장에서 빨간 맛과 "Bad Boy"를 공연했으며, 김정은을 비롯한 관중들이 이를 지켜보았다. 콘서트는 "봄이 온다"라는 제목이었고, 이는 남북한 사이의 정치적 관계를 함축하는 것이기도 했다. 같은 해 10월, 대한민국 문화체육관광부는 레드벨벳을 문화체육관광 위촉대사로 임명했다. 국제문화교류진흥원은 2018년 한류를 논의하며 레드벨벳을 한류의 주요 기여자이자 대한민국 내에서 K-pop을 활성화시킨 가장 뛰어난 아이돌 중 하나로 평가했다.

## 구성원
| 이름   | 사진 | 소개 |
| ------ | ---- | --- |
| 아이린 |      | - 본명 : 배주현 - 생년월일 : 1991년 3월 29일(34세) - 출생지 : 대한민국 대구광역시 북구 구암동 - 유닛활동 : 레드벨벳-아이린&슬기 - 활동기간 : 2014년 8월 1일 ~ 현재             |
| 슬기   |      | - 이름 : 강슬기 - 생년월일 : 1994년 2월 10일(31세) - 출생지 : 대한민국 경기도 안산시 단원구 - 유닛활동 : 레드벨벳-아이린&슬기, GOT the beat - 활동기간 : 2014년 8월 1일 ~ 현재 |
| 웬디   |      | - 본명 : 손승완 - 생년월일 : 1994년 2월 21일(31세) - 출생지 : 대한민국 서울특별시 성북구 성북동 - 유닛활동 : GOT the beat - 활동기간 : 2014년 8월 1일 ~ 현재                   |
| 조이   |      | - 본명 : 박수영 - 생년월일 : 1996년 9월 3일(28세) - 출생지 : 대한민국 제주특별자치도 - 활동기간 : 2014년 8월 1일 ~ 현재                                                        |
| 예리   |      | - 본명 : 김예림 - 생년월일 : 1999년 3월 5일(26세) - 출생지 : 대한민국 서울특별시 - 활동기간 : 2015년 3월 11일 ~ 현재                                                           |

## 음반 목록
- The Red (2015)
- Perfect Velvet (2017)
- The ReVe Festival: Finale (2019)
- Chill Kill (2023)

## 필모그래피

### 리얼리티 쇼
- Level Up Project!

### 영화
| 연도 | 제목                | 역할            | 각주                             | .      |
| ---- | ------------------- | --------------- | -------------------------------- | ------ |
| 2015 | SMTown: 더 스테이지 | 레드벨벳        | 자전적 영화                      | [ 68 ] |
| 2020 | 트롤: 월드 투어     | K-Pop 트롤 대표 | 컴퓨터 애니메이션, 뮤지컬 코미디 | [ 69 ] |

### 라디오
- KBS 쿨FM 가요광장 - 2023.11.23